# Supercopa de España 1991
La Supercopa de España 1991 è stata l'ottava edizione della Supercoppa di Spagna.
Si è svolta nell'ottobre 1991 in gara di andata e ritorno tra il Barcellona, vincitore della Primera División 1990-1991, e l'Atlético Madrid, vincitore della Coppa del Re 1990-1991.
A conquistare il titolo è stato il Barcellona che ha vinto la gara di andata a Madrid per 1-0 e ha pareggiato quella di ritorno a Barcellona per 1-1.

## Partecipanti
| Squadre         | Qualificazione                             | Partecipazioni precedenti (il grassetto indica la vittoria) |
| --------------- | ------------------------------------------ | ----------------------------------------------------------- |
| Barcellona      | Vincitore della Primera División 1990-1991 | 4 (1983, 1985, 1988, 1990)                                  |
| Atlético Madrid | Vincitore della Coppa del Re 1990-1991     | 1 (1985)                                                    |

## Tabellini

### Andata
| Arbitro: | Merino González |

|  |           |          |
|  | Marcatori | 86’ Amor |

| Atlético Madrid | Barcellona |

| Atlético Madrid: |    |                     |  |     |
|                  |    |                     |  |     |
| P                | 1  | Diego               |  |     |
| D                | 4  | Juan Manuel López   |  |     |
| D                | 6  | Donato              |  |     |
| D                | 2  | Patxi Ferreira      |  |     |
| D                | 3  | Toni                |  |     |
| C                | 10 | Carlos Aguilera (c) |  |     |
| C                | 5  | Pizo Gómez          |  |     |
| C                | 7  | Alfredo             |  | 67’ |
| C                | 8  | Pedro               |  |     |
| A                | 11 | Gerhard Rodax       |  |     |
| A                | 9  | Sebastián Losada    |  | 55’ |
| A disposizione:  |    |                     |  |     |
| P                | 12 | Ángel Jesús Mejías  |  |     |
| D                | 13 | Miquel Soler        |  | 67’ |
| D                | 14 | Tomás Reñones       |  |     |
| A                | 15 | Gabriel Moya        |  |     |
| A                | 16 | Juan Sabas          |  | 55’ |
| Allenatore:      |    |                     |  |     |
| Luis Aragonés    |    |                     |  |     |

| Barcellona:     |    |                        |             |     |
|                 |    |                        |             |     |
| P               | 1  | Andoni Zubizarreta (c) |             |     |
| D               | 3  | Nando                  | Ammonizione |     |
| D               | 5  | Ricardo Serna          |             |     |
| D               | 4  | Juan Carlos            |             |     |
| C               | 7  | Josep Guardiola        | Ammonizione |     |
| C               | 2  | Cristóbal              |             |     |
| C               | 11 | Eusebio Sacristán      |             | 59’ |
| C               | 8  | Guillermo Amor         |             |     |
| C               | 6  | Miguel Ángel Nadal     |             |     |
| A               | 10 | Michael Laudrup        |             |     |
| A               | 9  | Julio Salinas          |             | 79’ |
| A disposizione: |    |                        |             |     |
| P               | 12 | Carles Busquets        |             |     |
| C               | 16 | José Mari Bakero       |             |     |
| C               | 13 | Urbano                 |             |     |
| A               | 14 | Txiki Begiristain      |             | 59’ |
| A               | 15 | Antonio Pinilla        |             | 79’ |
| Allenatore:     |    |                        |             |     |
| Johan Cruijff   |    |                        |             |     |

### Ritorno
| Arbitro: | Pajares Paz |

|            |           |             |
| Bakero 69’ | Marcatori | 39’ Alfredo |

| Barcellona | Atlético Madrid |

| Barcellona:     |    |                        |     |     |
|                 |    |                        |     |     |
| P               | 1  | Andoni Zubizarreta (c) |     |     |
| C               | 2  | Cristóbal              |     |     |
| D               | 5  | Nando                  |     |     |
| D               | 4  | Ronald Koeman          |     |     |
| D               | 3  | Albert Ferrer          |     |     |
| C               | 11 | Eusebio Sacristán      | 48’ | 56’ |
| C               | 7  | Josep Guardiola        |     |     |
| C               | 8  | Guillermo Amor         |     |     |
| C               | 10 | Richard Witschge       |     |     |
| A               | 6  | José Mari Bakero       |     |     |
| A               | 9  | Julio Salinas          |     | 64’ |
| A disposizione: |    |                        |     |     |
| P               | 12 | Carles Busquets        |     |     |
| D               | 13 | Ricardo Serna          |     |     |
| C               | 14 | Miguel Ángel Nadal     |     |     |
| A               | 15 | Txiki Begiristain      |     | 56’ |
| A               | 16 | Hristo Stoičkov        | 78’ | 64’ |
| Allenatore:     |    |                        |     |     |
| Johan Cruijff   |    |                        |     |     |

| Atlético Madrid: |   |                     |     |     |
|                  |   |                     |     |     |
| P                | 1 | Diego               |     |     |
| D                |   | Pizo Gómez          |     |     |
| D                |   | Patxi Ferreira      |     |     |
| D                |   | Donato              |     |     |
| D                |   | Roberto Solozábal   |     |     |
| D                |   | Toni                |     |     |
| C                |   | Juan Vizcaíno       |     | 51’ |
| C                |   | Alfredo             |     |     |
| C                |   | Pedro               |     |     |
| C                |   | Carlos Aguilera (c) |     | 62’ |
| A                |   | Sebastián Losada    |     |     |
| A disposizione:  |   |                     |     |     |
| P                |   | Ángel Jesús Mejías  |     |     |
| D                |   | Juan Manuel López   | 55’ | 51’ |
| D                |   | Miquel Soler        |     |     |
| A                |   | Manuel Alfaro       |     | 62’ |
| Allenatore:      |   |                     |     |     |
| Luis Aragonés    |   |                     |     |     |